# 2007年萬人崇BIKE
2007年萬人崇BIKE（英文：2007 Ten Thousand People for BIKE）是台灣為了要挑戰中，由荷蘭在2006年創下「641台自行車連續不間斷地，在一定距離內的自行車遊行」的紀錄，而設計的一項挑戰活動。而這項活動是在2007年7月21日，由行政院體育委員會指導，台灣富維克主辦，名衍行銷承辦，並邀請與會貴賓，見證新紀錄在台北市大佳河濱公園的創立。

## 基本規定

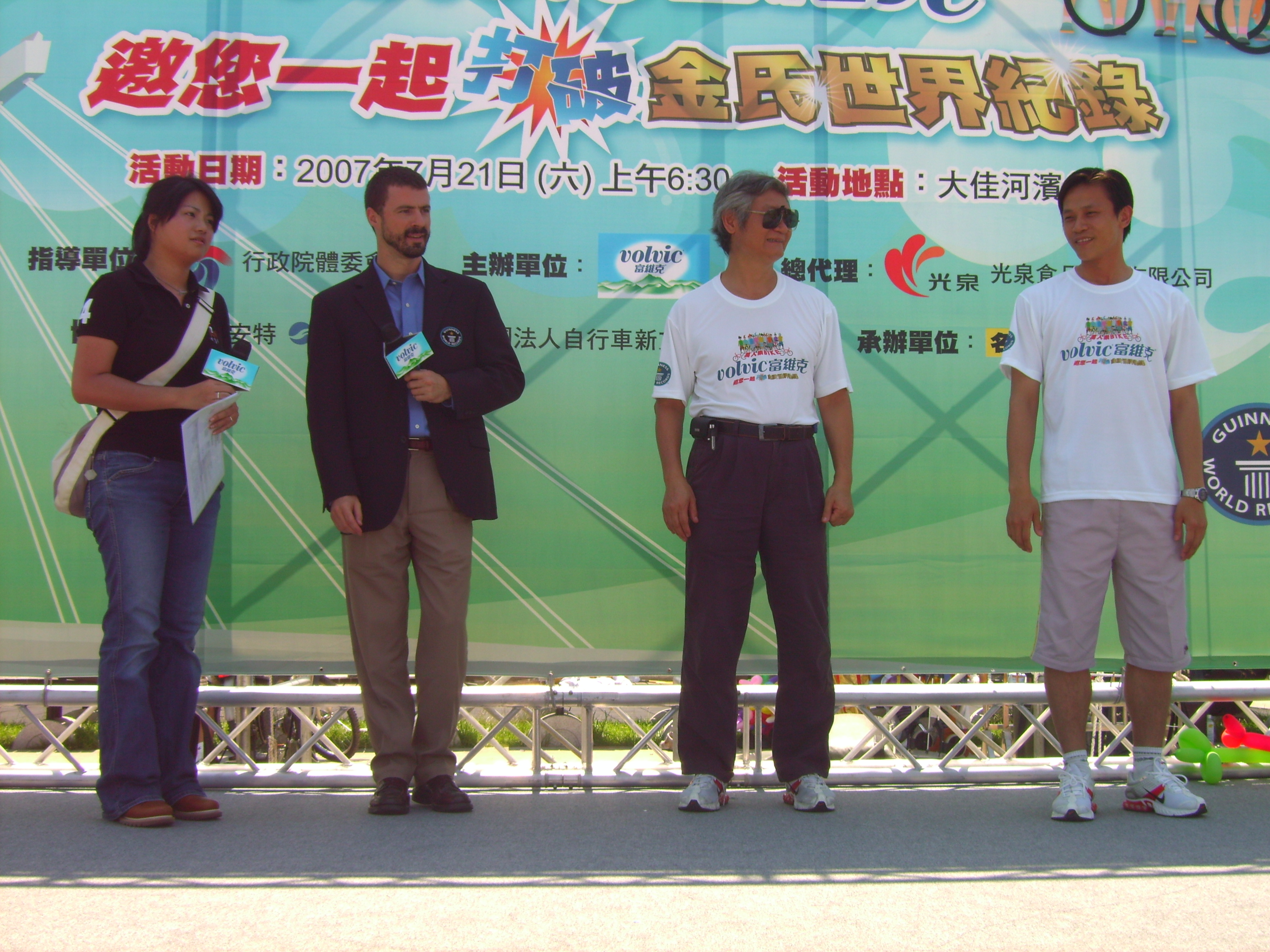
破紀錄活動見證人分別為中國國民黨立法委員黃志雄（右）、行政院體育委員會全民運動處彭臺臨處長（中右）、吉尼斯世界纪录裁判史都華·克萊斯頓（Stuart Claxton，中左）

為了讓挑戰活動的流程順暢，主辦單位除了在起點與3.2公里處設置檢查點，同時也讓承辦單位的工作團隊監控人工與電子計數器，以利於參與者總量的統計。而車隊當中，若有明顯之停頓、或兩部自行車的間隔距離過大時，紀錄將被中斷，因此每個轉角定點與3.2公里檢查點，都有舉著紅色旗幟的工作人員進行指揮，以避免車隊的堵塞而導致紀錄挑戰失敗的風險。

## 活動歷程

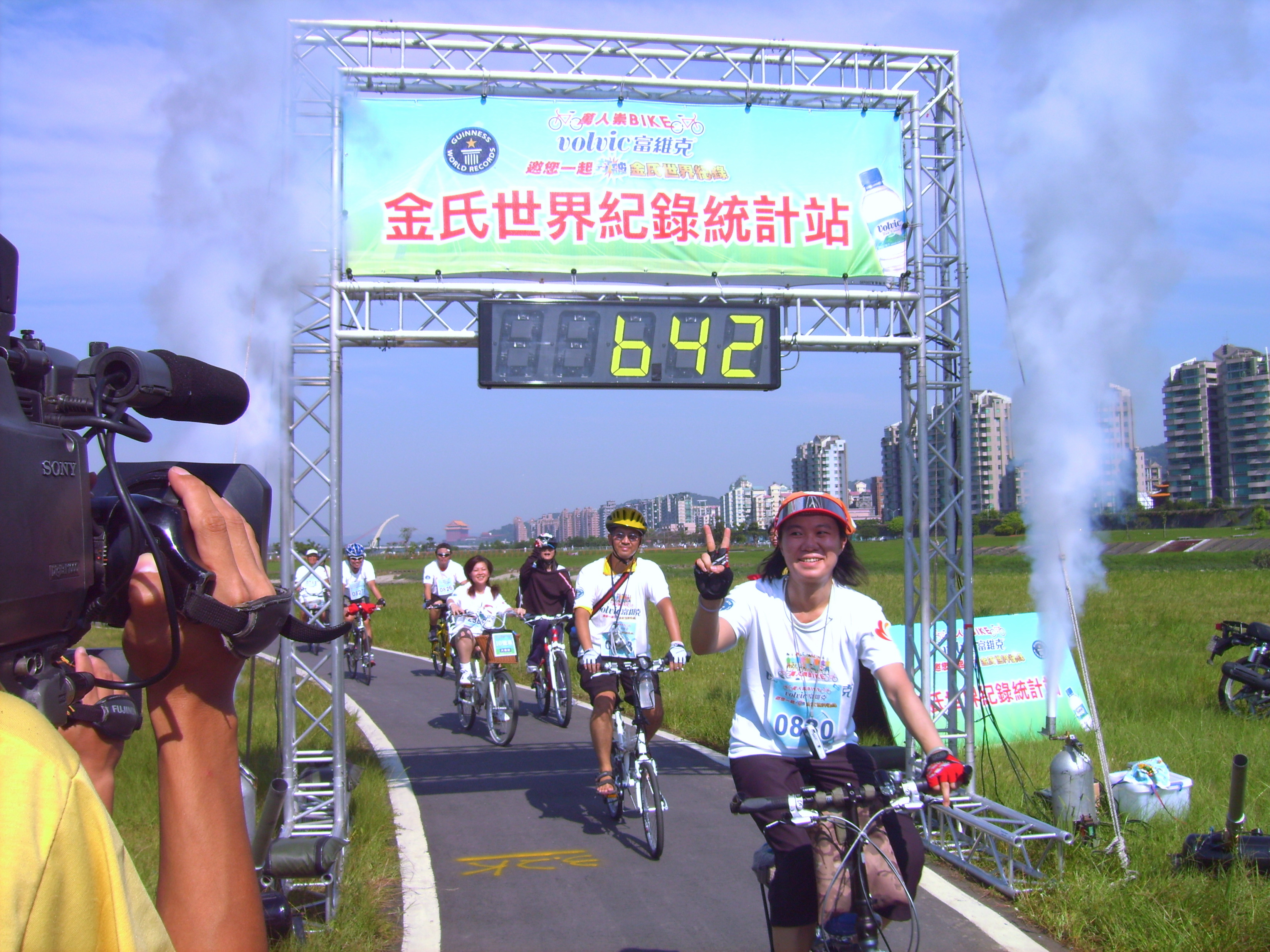
第642位車手進入拱門，也宣布這項紀錄正式由台灣人改寫。

上午7時，大會主持人卜學亮除了介紹活動的進行程序，同時也持續地宣導秩序的維持，因為在當時，已經吸引近兩千位的參與者加入報到的行列。隨後，上午8時，主辦單位邀請行政院體育委員會副主任委員蔡煌瑯，率領與會的貴賓進行領騎，近兩千台的自行車車陣，從起點持續延伸至迎風河濱公園，朝向紀錄拱門邁進。
而在活動進行47分39秒後，第642位車手，來自桃園縣的工程師，隸屬大蘋果自行車隊的林芳田進入拱門，也宣布這項紀錄正式由台灣人改寫，而最終，則是以1901人，花了1小時8分鐘，不間斷地騎乘3.2公里的路程，締造新的，並且由裁判克萊斯頓頒發破紀錄證書給與會貴賓及參與者。

## 後續影響
這項活動原本希望直接邀集一萬位自行車愛好者參與挑戰，才會取名為「萬人崇BIKE」，但最終的參與人數，卻只有目標的1/5，與活動目標的「萬人」差距甚遠。雖然在最終順利打破紀錄，並且比原先的紀錄多出近兩倍，但是體委會副主委蔡煌瑯，仍然希望在2008年的時候，可以真正地有萬人的參與。

## 過往金氏世界紀錄比較
- 2005年12月22日：Paul Frank Industries的140台車，在美國南加州橘郡。[6]
- 2006年：荷蘭，641台自行車，3.5公里的遊行車陣。[7]

## 資料來源
1. ↑  . 東森新聞. 2007年7月10日  [2007年7月23日]. （原始内容存档于2007年9月29日）.
2. 1 2  黃顯祐. . 聯合晚報. 2007年7月21日  [2007年7月23日].[]
3. ↑  .   [2007年7月22日]. （原始内容存档于2007年10月9日）.
4. ↑  洪偵源. . 富維克萬人崇Bike (麗台運動報). 2007年7月21日  [2007年7月23日]. （原始内容存档于2012年9月7日）.
5. ↑  洪偵源. . 富維克萬人崇Bike (麗台運動報). 2007年7月21日  [2007年7月23日].[]
6. ↑  . 2007年3月24日  [2007年7月22日]. （原始内容存档于2007年5月19日）.
7. ↑  Kao, Elisa. . 中央通訊社. 2007年6月26日  [2007年7月22日]. （原始内容存档于2007年9月27日）.